# 恋愛15シミュレーション
「恋愛15シミュレーション」（れんあいいちごシミュレーション）は、星井七瀬の2枚目のシングル（星井七瀬名義では初）。2003年10月15日に東芝EMIから発売された。CCCD（コピーコントロールCD）仕様。

## 概要
憧れのクラスメイトに対しての恋愛の妄想を歌詞にした曲となっている。「15」はシングル発売当時星井が15歳だったことに由来。
デビュー曲から脱力系ヒップホップと奇をてらった形となったが、これが逆に功を奏し、他に類を見ない楽曲となり注目され、オリコン19位のヒットとなった。
この曲以降も『まんまと術中にはまったわたし』（『桜の花』収録）や『パーマパビリオン』の間奏などで度々ラップを取り入れた曲を発表した。

## 収録曲
1. 恋愛15シミュレーション (5:07)
  1. 作詞・作曲：Splash Candy/編曲：本田優一郎
2. ファーストステップ (4:09)
  1. 作詞：田中菜穂/作曲：TSUKASA/編曲：本田優一郎
3. 恋愛15シミュレーション (berry×berry remix)
4. 恋愛15シミュレーション（instrumental）